# Étienne Borne
Pour les articles homonymes, voir Borne.
Étienne Borne, né le 22 janvier 1907 à Manduel dans le Gard et mort le 14 juin 1993 à La Celle-Saint-Cloud dans les Yvelines, est un philosophe et un journaliste français du courant démocrate-chrétien.

## Biographie
Il suit son cursus scolaire, de 1912 à 1924, au lycée Henri-IV de Béziers.
Il est inhumé à Châteauneuf-Val-Saint-Donat, dans les Alpes-de-Haute-Provence.

## L'enseignement philosophique
Ancien élève d'Alain, il intègre en 1926 l’École normale supérieure, où il fait la connaissance de Raymond Aron, Jean-Paul Sartre et Jean Cavaillès, et passe en 1930 l'agrégation de Philosophie.
Étienne Borne est professeur de philosophie en classes terminales à partir de la rentrée 1932 successivement au lycée Sainte-Marie de Neuilly, au lycée de Nevers, au lycée Racine à Paris, au lycée de Valenciennes et enfin dans son ancien lycée de Béziers. À la rentrée 1941, il est nommé en khâgne à Toulouse. À partir de 1945 il occupe la double chaire de son maître, Alain, au lycée Henri-IV à Paris et au lycée Louis-le-Grand, où il aura pour élève Jacques Derrida. 
En 1961, il est nommé inspecteur de l'Académie de Paris, puis inspecteur général de philosophie en 1971.
Il prend sa retraite de l'enseignement en 1975.

## L'engagement militant et l'activité du chroniqueur
Étienne Borne s'inscrit dans le sillage du philosophe chrétien personnaliste, Emmanuel Mounier et du christianisme social de Marc Sangnier.
Dans les années 1930, Étienne Borne participe au lancement de La Vie intellectuelle et de la revue Esprit d'Emmanuel Mounier. Il collabore aux hebdomadaires Sept et Temps Présent.
À partir du 17 juin 1940, il s'engage auprès d'Edmond Michelet en publiant des tracts pour une « France libre ». Il est désigné commissaire à l'information pour la région toulousaine par le comité d'Alger. En 1943, il contribue à la brochure anonyme imprimée de manière clandestine à 5000 exemplaires par le Mouvement national contre le racisme à l'initiative de Vladimir Jankélévitch : Le Mensonge raciste, avec un essai intitulé « Racisme et Christianisme ».
Après la Libération, il participe activement à la création du Mouvement républicain populaire (MRP). Il fut ensuite chroniqueur au journal La Croix.

## Publications

### Ouvrages
- Le Travail et l'homme, en collaboration avec François Henry, Les Iles, Desclée de Brouwer, 1937
- Pour le temps de la douleur, les Cahiers du Rhône, La Baconnière, 1943.
- De Marc Sangnier à Marc Coquelin, Privat, 1953.
- Dieu n’est pas mort. Essai sur l’athéisme contemporain, Fayard, 1956 ; puis Foi Vivante, n° 160, 1974.
- Le Problème du Mal, coll. « Initiation philosophique », n° 33, Presses universitaires de France, Paris, 1958 ; réédition dans la coll. « Quadrige », Paris, 1992.
- Passion de la vérité, Fayard, 1962. 
  - Prix Constant-Dauguet de l’Académie française en 1963.
- Emmanuel Mounier ou le Combat pour l'homme, éditions Pierre Seghers, 1972.
- Commentaires, recueil de textes d'actualité publiés entre 1972 et 1977, Éditions du Cerf, 1977.
- Les Nouveaux Inquisiteurs, Presses universitaires de France, 1982.
  - Prix Broquette-Gonin de l’Académie française en 1983.

### Articles, préfaces
- « Racisme et Christianisme », dans le collectif clandestin Le Mensonge raciste édité par le Mouvement national contre le racisme, 1943[5].
- Préface de Frédéric-Marie Bergounioux, Harmonies du monde moderne, Toulouse, 1945.
- Intériorité et vie spirituelle, "Pour une doctrine de l'intériorité", Arthème Fayard, avril 1954.
- Préface de Raymond Balmès, Leçons de philosophie, éditions De l'école, 1975.
- Préface de Pierre-Henri Teitgen, Le Gaullisme en question, Paris, 1981.
- Témoignage dans Jean Charbonnel, Edmond Michelet, Paris, 1987.
- Postface de Pierre-Henri Teitgen, « Faites entrer le témoin suivant », 1940-1958, de la Résistance à la Ve République, Rennes, 1988.

### Traduction
- Johannes Haessle, Le Travail, Paris, 1933 (traduction de Das katholische Arbeits-ethos nach Thomas von Aquino und Leo XIII, ein Beitrag zur wirtschaftsgeiste der Katholizismus, Fribourg-en-Brisgau, 1923)